# Aphis utsigicola
Aphis utsigicola är en insektsart. Aphis utsigicola ingår i släktet Aphis och familjen långrörsbladlöss. Inga underarter finns listade i Catalogue of Life.